# 80ちゃん号

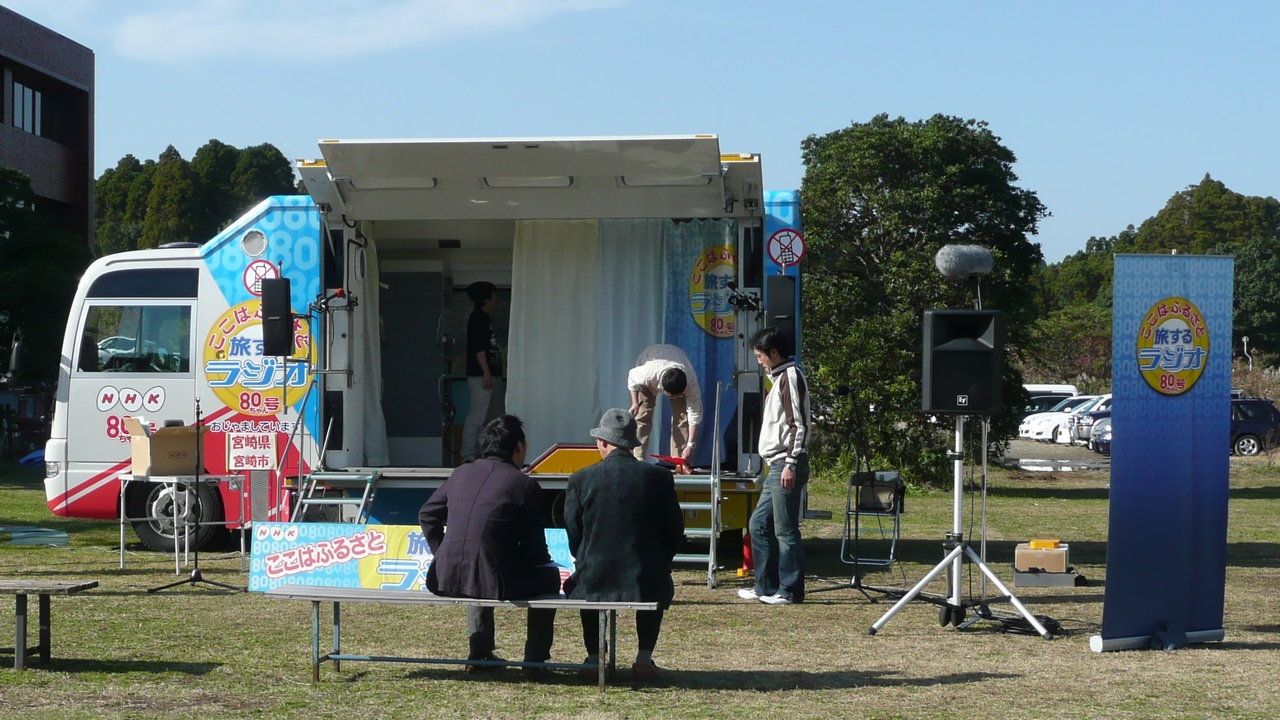
オープンスタジオとして活用される例

80ちゃん号（はちまるちゃんごう）は、日本放送協会 (NHK)が保有していたミニステージ付き移動中継車（ラジオカー）。本項目では、後継の「90ちゃん号」（きゅうまるちゃんごう）についても記す。

## 概要
NHKのラジオ放送開始80周年を記念して、2005年から運用を開始、同年3月に放送された開局80年記念特番「もっと身近に もっと世界へ NHK80」で初めてお披露目された。日産・シビリアンベースの特装車で、2008年・2012年・2016年にモデルチェンジしており、2019年3月22日の番組最終回時点では4代目の「90ちゃん号」が稼働していた。
一般的な中継車と異なり、単に番組やニュース速報などの中継音声・映像を放送局に送出する機能だけでなく、番組の公開放送を行うための簡易的なオープンスタジオの機能も装備されている。車体後方の左側がウィングボディとなっており、これがそのままステージになることで公開放送を実施することが出来る。このため、NHKでは本車両を「ラジオイベントカー」と称している。副調整室機材は運転席直後と車体後方右側に集約されていた。
通常は2005年4月より日曜日と高校野球期間、年末年始を除く毎日ランチタイムにラジオ第1とNHKワールド・ラジオ日本（国際放送）で放送されている「ここはふるさと 旅するラジオ」→「旅ラジ!」で、全国各地を巡回してそこから公開生放送を実施していた。
中継には電波ではなく電話回線を使用する。事前に中継会場まで回線を引き、音声を東京のNHK放送センターへ伝送する。バックアップ用に携帯電話を用いることもあった。
ナンバープレートは初代から希望番号「80」・4代目から「90」を使用していた。

## 車体プロフィル

### 初代
- 長さ - 5.50m
- 横幅 - 2m
- 高さ - 3m
- 重さ - 5.5トン

2004年9月マイナーチェンジモデルがベース。車体にはNHKのマスコットキャラクターどーもくんの80周年記念モデルとラジオ番組のタイトルロゴがデコレーションされている。また後方には日本地図をあしらったデザインも。ステージの大きさが最小限だったため、ステージを閉じて別の場所にステージを設けて放送する機会も多かった
日本を3周半、通算約10万キロ走行し、2008年8月1日の「旅するラジオ」北海道の中継を最後に引退した。

### 2代目
- 長さ - 6.30m
- 横幅 - 2.06m
- 高さ - 3m
- 重さ - 5.5トン

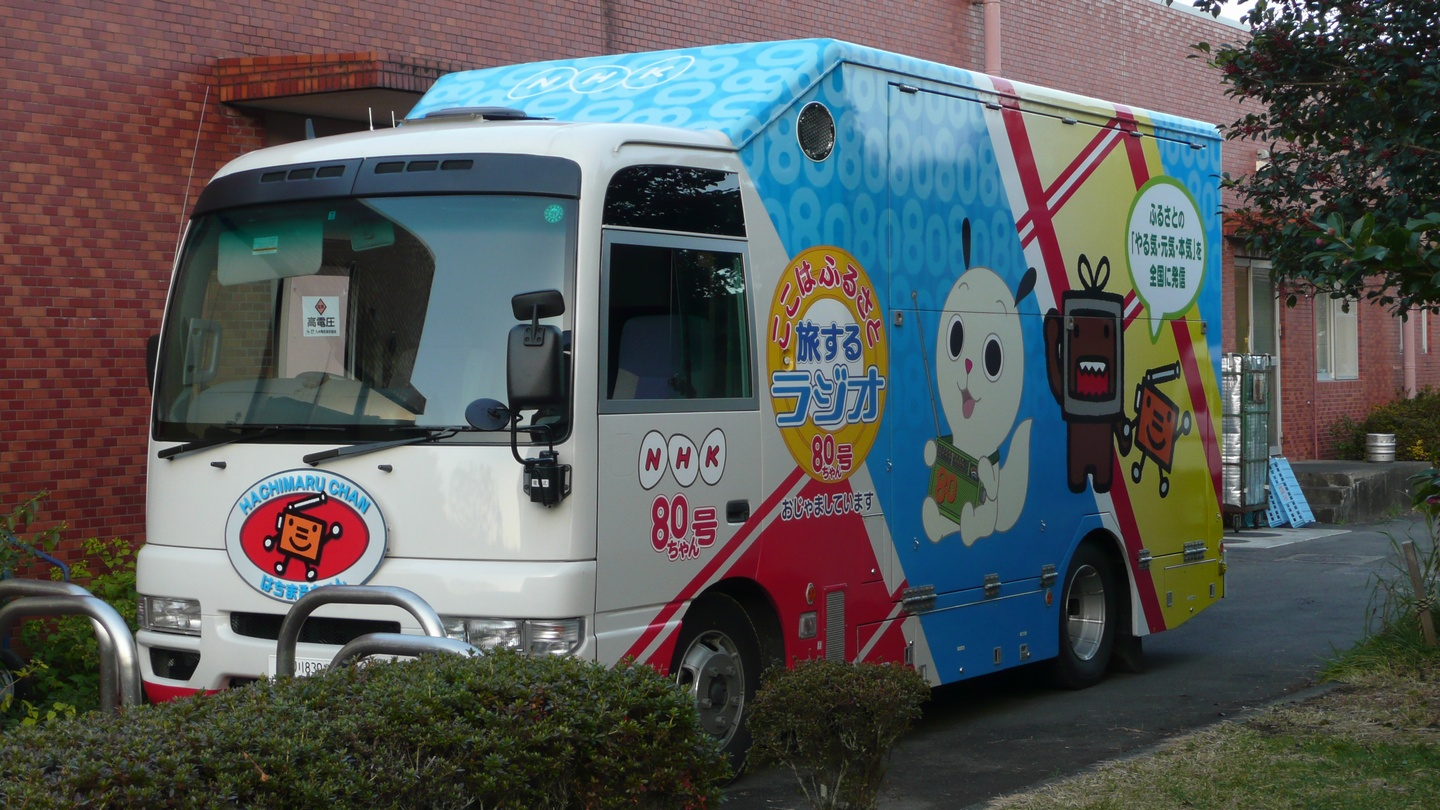
80ちゃん2号

2008年6月改良モデル（平成17年排出ガス規制適合車）がベース。高校野球と北京オリンピック中継による休止をはさみ、2008年8月25日の「旅するラジオ」静岡県の中継から登場した。初代に比べて車体がやや大きくなり、簡易照明が設置されるようになった。基本的に1号のデザインを踏襲しているが、どーもくんに加えてBSキャラクターのななみちゃんが描かれている。
2012年3月20日の「旅するラジオ」大阪府岸和田市からの中継を最後に引退した。

### 3代目
- 長さ - 6.50m
- 横幅 - 2.12m
- 高さ - 3.10m
- 重さ - 5.5トン

2010年7月1日改良モデル（平成22年排出ガス規制（ポスト新長期規制）適合車）がベース。2012年4月2日の「旅するラジオ」愛媛県宇和島市の中継から登場した。初代に比べて車体がさらに一回り大きくなった。2代目までの青ベースの車体から「白地にブロックパターン」にイメージチェンジ。どーもくん、ななみちゃんに加え、NHKネットラジオ らじる★らじるのキャラクター「らじる」が描かれている。
2013年10月28～30日はNHK名古屋放送局の「夕刊 ゴジらじ」（NHKラジオ第1放送・月～金 17:00～17:55）が、この週の「旅するラジオ」が愛知県内からの放送であることと、当時、同番組パーソナリティだった神門光太朗が、この週の80アナウンサーを2日間務めていたことから車両を借りて公開生放送を行った。翌年（2014年）も同様に、6月23～25日（愛知県）・30日（三重県）・7月3日（岐阜県）に公開生放送を行っている。
2015年の放送90年に合わせて「90ちゃん号」と改名し、塗装をリニューアルした。2016年3月で引退。

### 4代目
2016年4月に登場。2012年7月9日一部仕様変更モデル（新保安基準適合車）がベース。ボディサイズは3代目とほぼ同じながら軽量化が図られた。今回初めて、車体に描かれるイラストを一般から公募（募集期間は2015年8月17日から10月12日まで。テーマは「あなたの好きなふるさとの風景」）、33組のイラストが採用された。
2019年3月の「旅ラジ!」放送終了と共に活動を終了させた。